# Truro and Falmouth (circonscription britannique)
Circonscription parlementaire de la Chambre des communes
La circonscription de Truro et Falmouth est une circonscription électorale anglaise située en Cornouailles, représentée à la Chambre des communes du Parlement britannique.

## Géographie
La circonscription comprend :
- Les villes de Falmouth, Penzance, St Ives, Truro
- Le village de Carland Cross

## Députés
Les Members of Parliament (MPs) de la circonscription sont :
| Législature                                                               | Années       | Député            | Député       | Parti        |
| ------------------------------------------------------------------------- | ------------ | ----------------- | ------------ | ------------ |
| Truro and Falmouth issue de Truro and St Austell et Falmouth and Camborne |              |                   |              |              |
| 55e                                                                       | 2010–2015    |                   | Sarah Newton | Conservateur |
| 56e                                                                       | 2015–2017    |                   | Sarah Newton | Conservateur |
| 57e                                                                       | 2017–2019    |                   | Sarah Newton | Conservateur |
| 58e                                                                       | 2019–Présent | Cherilyn Mackrory |              | Conservateur |